# Corde della mia chitarra
Chansons du Festival de Sanremo et chansons représentant l'Italie au Concours Eurovision de la chanson
Amami se vuoi
(1956) Nel blu dipinto di blu
(1958)
Corde della mia chitarra (« Cordes de ma guitare ») est la chanson interprétée par le chanteur italien Nunzio Gallo et dirigée par Armando Trovajoli pour représenter l'Italie au Concours Eurovision de la chanson 1957 qui se déroulait à Francfort-sur-le-Main, en Allemagne de l'Ouest. C'est la chanson gagnante du Festival de Sanremo de 1957 (it) où elle était également interprétée par Claudio Villa.
Elle est intégralement interprétée en italien, langue nationale, comme le veut la coutume avant 1966.
Il s'agit de la quatrième chanson interprétée lors de la soirée, après Patricia Bredin qui représentait le Royaume-Uni avec All et avant Bob Martin qui représentait l'Autriche avec Wohin, kleines Pony?. À l'issue du vote, elle a obtenu 7 points, se classant 6e sur 10 chansons,.
La chanson a la distinction d'être la chanson la plus longue (5 minutes et 9 secondes) dans l'histoire du concours. À la suite de ce concours, la règle régissant la longueur des chansons a été renforcée pour les obliger à ne plus être que de 3,5 minutes initialement et plus tard de 3 minutes exactement. La chanson Corde della mia chitarra a officiellement été répertoriée comme la chanson la plus longue dans l'histoire du concours, ironiquement étant effectuée la même année après la chanson la plus courte officiellement répertoriée, All de 1:52 minutes.
La chanson elle-même est une ballade. Gallo chante de ses sentiments mitigés de voir un ancien amant et se rend compte qu'elle n'est plus intéressé par lui. Il demande les « cordes de sa guitare de jouer pour lui seul », depuis qu'elle « n'a plus aucun intérêt à leur musique ».